# 弗兰克·罗加尔
弗兰克·罗加尔（德語：Frank Rogall，1961年9月13日—），德国男子赛艇运动员。他曾代表西德参加世界赛艇锦标赛，获得一枚金牌和二枚银牌，均来自男子轻量级项目。